# 狹帶細鱗盔魚
狹帶細鱗盔鱼，又稱清尾全裸鸚鯛，俗名鉛筆龍，为輻鰭魚綱鱸形目隆头鱼科的其中一種。

## 分布
分布于印度太平洋區，包括紅海、東非、馬達加斯加、印度、模里西斯、斯里蘭卡、馬爾地夫、泰國、馬來西亞、越南、中國、臺灣、日本、菲律賓、印尼、澳洲、薩摩亞群島、關島、密克羅尼西亞、马里亚纳群岛、馬紹爾群島、帛琉、吉里巴斯、東加、法屬玻里尼西亞等海域。

## 深度
水深4至35公尺。

## 特徵
本魚體長形，略側扁，幼魚白色，具數條紅色縱帶；雌魚體色灰白色，具數條粉紅色橫帶；雄魚則為草綠色，具數條藍色橫帶，各鰭緣藍色。尾鰭截形。背鰭硬棘9枚；背鰭軟條12枚；臀鰭硬棘3枚；臀鰭軟條12枚，體長可達50公分。

## 生態
本魚棲息於獨立礁石或礁沙混合區，受驚嚇會鑽沙逃逸，夜晚潛沙而眠，屬肉食性，以小型無脊椎動物為食，具性轉變。

## 經濟利用
可食用，但多做為觀賞魚。